# Вогинь (гміна)
Гміна Вогинь (пол. Gmina Wohyń) — сільська гміна у східній Польщі. Належить до Радинського повіту Люблінського воєводства.
Станом на 31 грудня 2011 у гміні проживало 7105 осіб.

## Площа
Згідно з даними за 2007 рік площа гміни становила 178.17 км², у тому числі:
- орні землі: 73.00%
- ліси: 19.00%

Таким чином, площа гміни становить 18.46% площі повіту.

## Населення
Станом на 31 грудня 2011:
| Опис     | Загалом | Загалом | Чоловіки | Чоловіки | Жінки | Жінки |
| -------- | ------- | ------- | -------- | -------- | ----- | ----- |
| одиниця  | осіб    | %       | осіб     | %        | осіб  | %     |
| все      | 7105    | 100     | 3584     | 50.44    | 3521  | 49.56 |
| міське   | 0       | 100     | 0        |          | 0     |       |
| сільське | 7105    | 100     | 3584     | 50.44    | 3521  | 49.56 |

## Сусідні гміни
Гміна Вогинь межує з такими гмінами: Дрелюв, Комарувка-Подляська, Мілянув, Радинь-Підляський, Семень, Чемерники.